# Салимбаев, Ахметжан Салимбаевич
Ахметжан Салимбаевич Салимбаев (19 сентября 1926 — 11 февраля 1987) — министр геологии Казахской ССР (1965—1967).

## Биография
Родился 19 сентября 1926 года в селе Акши (Енбекшиказахский район), Алматинской области. Происходит из рода шапырашты. 
Отец Салимбай Андакбайулы был местным муллой, мать Жумак Толендыкызы, уроженка с. Тау Чапай (совр. Карагайлы (Алматинская область) владела казахским арабским алфавитом. В конце 1920-х годов имущество родителей было конфискованы, отец был репрессирован и некоторое время содержался в лагере с. Тонкерис за религиозную деятельность.
Ахметжан был вторым ребёнком в семье. Старший брат Абдугалим Салимбаев, участник Сталинградской битвы ВОВ, впоследствии был директором школы, заведующим РайОНО Енбекшиказахского района. Младшие братья: Махмут Андакбай, инженер-строитель, в советское время руководил различными строительными организациями, общественный деятель и почетный гражданин Енбекшиказахского района, Мухтар Андакбаев — почетный железнодорожник РК.
Учился в семилетней казахской школе с. Акши, преподавал и работал в родном колхозе. Юный преподаватель во времена ликбеза обучал грамоте как своих сверстников, так и старшее поколение, например председателей колхоза.
В 16 лет добровольцем отправился на Великую Отечественную войну, где воевал мотористом Кронштадтского района службы наблюдения и связи Балтийского флота.
После войны ему по возрасту пришлось ещё 3 года проходить срочную службу на Балтийском флоте.
После службы А. Салимбаев экстерном окончив школу поступает в МГТУ им. Н. Э. Баумана, но по желанию отца перевёлся в Казахский горно-металлургический институт, который окончил в 1956 году.
1956—1958 гг. — старший геолог геологического управления Таджикской ССР
1958—1962 гг. — начальник Житигаринской геолого-разведочной экспедиции.
1965—1967 гг. — министр геологии Казахской ССР
1967—1968 гг. — заместитель министра геологии Казахской ССР.
1965—1986 гг. — начальник Южно-Казахстанского геологического управления
Член пленума Кустанайского обкома партии, депутат Верховного Совета Казахской ССР.

## Награды
- орден Отечественной войны 2-й степени (11.03.1985)
- орден Трудового Красного Знамени
- медали

## Научные труды
- Щерба Г. Н. Плутоногенные редкометалльные месторождения Северного Тянь-Шаня // Металлогения орогенных этапов развития Тянь-Шяня: IX Всесоюз. металлоген. совещание. Ташкент, сент. 1979 г. — Ташкент, 1979. — С. 92-93. (Соавт.: Н. П. Сенчило, Т. М. Лаумулин, А. С. Салимбаев и др.).
- Щерба Г. Н. Плутоногенное редкометалльное оруденение Северного Тянь-Шаня // Закономерности размещения полезных ископаемых. -М., 1981. — Т. 13. — С. 284—297. (Соавт.: Т. М. Лаумулин, Н. П. Сенчило, А. С. Салимбаев и др.).
- Закономерности распределения кобальта в минералах руд на участке Соколовского карьера [Текст] / Н. И. Руденко, В. П. Бузура, А. С. Салимбаев. — Москва : [б. и.], 1970.
- Салимбаев А. С., Зальцман В. Г., Юсупов А. Х. и др. «Отчёт о результатах поисково-разведочных работ на вольфрамо-оловянном м-нии Карагайлы-Актас за 1967-73 гг. с подсчетом запасов». Алма-Ата. 1973, 554л.
- Бажанов М. В., Мирофанский В. Ф., Салимбаев А. С. и др. «Отчёт по поисковым работам геохимической партии за 1973-74 гг. мест-я Текели Талды-Курганской области и Карагайлы-Актас Алма-Атинской области». Алма-Ата, 1975, 178л.
- Салимбаев А. С., Зальцман В. Г., Юсупов А. Х. и др. «Отчёт о результатах поисково-оценочных работ в Баянкольском р-не и переподсчет запасов вольфрамо-оловянных руд м-ния Карагайлы-Актас за 1974-75 гг. Алма-Атинская область». Алма-Ата, 1976, 257л.
- Салимбаев А. С., Зальцман В. Г., Багаева Н. М. и др. «Подсчет запасов на I/I-79г. и ТЭО предварительной разведки вольфрамо-оловянного м-ния Карагайлы-Актас (Алма-Атинская обл.)». Алма-Ата, 1973, 554л.
- Природные богатства Казахстана, выявленные за годы Советской власти // Вестник АН КазССР. — 1967. — № 11. — С. 57-65. (А. А. Абдулин, А. Е. Бекмухаметов, А. С. Салимбаев).
- А. с. 675727 СССР. Способ раздельного определения соединений бериллия / С. Д. Алимпева, Ш. К. Ракишева, А. С. Салимбаев, В. Г. Зальцман, Оспанов Х. К.; заявл. 04.04.77

## Память
- На малой родине Ахметжана Салимбаева в селе Акши центральная улица носит его имя;
- В Акшийской средней школе классному кабинету присвоено его имя.